# Appendicula spathilabris
Appendicula spathilabris är en orkidéart som beskrevs av Johannes Jacobus Smith. Appendicula spathilabris ingår i släktet Appendicula och familjen orkidéer. Inga underarter finns listade i Catalogue of Life.